# Княжевац
Княжевац (серб. Књажевац) — город в Сербии в общине Княжевац, Заечарский округ. Согласно переписи 2011 года, население составляет 18 404 человек.
Город расположен в долине реки Тимок. 
До 1859 года город назывался Гургусовец (серб. Гургусовац), в нем была небольшая крепость, взятая в 1810 году русскими войсками Александра Засса. Нынешнее название город получил в 1859 году в честь князя Милоша Обреновича.